# Wesel
Wesel är en stad i den tyska delstaten Nordrhein-Westfalen, och är belägen vid floden Lippes utflöde i Rhen, cirka 25 kilometer norr om Duisburg. Staden har cirka 61 000 invånare, på en yta av 123 kvadratkilometer, och ingår i storstadsområdet Rheinschiene.

## Historia
Wesel blev medlem av Hansan under 1400-talet och kallas därför ofta och i vissa sammanhang officiellt för Hansestadt Wesel.
En kraftig artilleribeskjutning och flygbombning pågick 16, 17 och 19 februari 1945. Den 23 mars 1945 besköts staden inför övergången av Rhen av cirka 3 000 artilleripjäser. Man beräknar att 98 procent av staden förstördes. Återuppbyggandet av staden startade 1946.

## Kommunikationer

### Motorvägar
Motorvägarna A 3 och A 57 är nära tillgängliga.

### Vattenvägar
Förutom Rhen är även Wesel-Datteln-Kanal farbar med fartyg och i staden finns två hamnanläggningar.